# Jet set
El término jet set, surgido en el periodismo, se usa desde mediados del siglo XX para designar a un grupo social de personas ricas que participan en actividades sociales habitualmente inalcanzables para el común de los individuos. Reemplazó a «café society» y se derivó del estilo de vida de este grupo exclusivo, que acostumbraba a trasladarse en aviones privados, conocidos en inglés con el nombre de «jet aircrafts». Se atribuye a Igor Cassini, periodista del New York Journal-American, quien escribía con el seudónimo «Cholly Knickerbocker».
Aunque en los años 1950 el viaje en avión aun estaba prácticamente reservado a personas adineradas, posteriormente se abarató, haciéndose accesible a un mayor número de personas. En los países desarrollados el término jet set ya no denota tanto prestigio, aunque continúa usándose para identificar a quienes tienen suficiente patrimonio y tiempo para viajar regularmente por placer. También se usa para referirse a quienes se trasladan en aviones privados propios o alquilados.[cita requerida]

## Cultura popular
- Federico Fellini capturó el estilo de este círculo social en su film La Dolce Vita de 1960.
- El filme francés Jet Set (2000) parodió el estilo de vida de la élite.
- Alphaville utilizó el término para el nombre y letra de su canción «The Jet Set», que apareció en la última pista de su álbum de 1984 Forever Young y volvió a lanzarse como sencillo en 1985.
- Soda Stereo compuso una exitosa canción titulada «¿Por qué no puedo ser del Jet-Set?», incluida en su álbum debut homónimo de 1984.
- Los Prisioneros utilizaron el término en su canción «Latinoamérica es un pueblo al sur de Estados Unidos» del disco La voz de los '80 de 1984.
- Sonic Youth utilizaron el término en su octavo álbum de estudio Experimental Jet Set, Trash and No Star.
- Chancho en Piedra usa el término en su canción «Eligiendo una reina» de su álbum Marca Chancho.
- My Chemical Romance utiliza la expresión en la canción «The Jetset Life Is Gonna Kill You» del álbum Three Cheers for Sweet Revenge de 2004.
- Turbopótamos utiliza el término en su canción «La Chola» del álbum Turbopótamos de 2004.
- El Cuarteto de Nos Hace referencia al término en su canción «Monei» del Álbum El tren Bala de 1996 y vuelve a utilizarlo en su canción «Mi lista negra» del álbum Bipolar de 2009.
- Taylor Swift utiliza el término en su canción «Getaway Car» del álbum Reputation de 2017.
- Haruki Murakami utiliza el término en su libro «Baila, baila, baila» de 1988, para hablar de los antiguos Egipcios que tomaban clases de natación.
- Hombres G utilizan el término en su canción «Chico tienes que cuidarte» del álbum Voy a pasármelo bien, de 1989.
- Ricardo Arjona hace mención en la canción «Animal nocturno» el conquistar a chicas de la jet set.
- Lendakaris Muertos tienen una canción titulada «Jet Set Pobre» en su álbum Lendakaris Muertos.
- La Guardia Hereje utiliza el término en la canción «Para verte gambetear», diciendo que la jet set y la Camorra se juntaron para ver gambetear a Diego Maradona.
- Un jingle de campaña de Fernando de la Rúa se refiere a Carlos Menem como «el presidente miembro del jet set» (en Argentina, el concepto se utiliza en masculino).
- SEGA tiene un videojuego de nombre Jet Set Radio.